# Claude François Milliet Dechales
Claude François Milliet Dechales   (Chambèri, 1621 - Torí, 28 de març de 1678) (a vegades escrit de Chales) va ser un matemàtic i jesuïta, del segle xvii conegut pels seus llibres de text.

## Vida
Nascut a Chambèri (aleshores França, però que havia estat la capital de Savoia durant molts anys), va ingressar a l'orde dels jesuïtes als 14 anys, on va rebre tota la seva formació. Va donar classes a diferents col·legis jesuïtes: primer al Collège de Clermont de Parìs i, després a Lió i a Chambèri. També va anar de missioner a Turquia alguns anys.
Va ser nomenat per Lluís XIV professor d'hidrografia a Marsella, on va ensenyar navegació, enginyeria militar i altres aplicacions de les matemàtiques. Finalment, va ser nomenat professor de matemàtiques a Torí, on va morir als cinquanta-set anys. A part d'aquesta darrera activitat, molt poc es coneix de la seva vida.

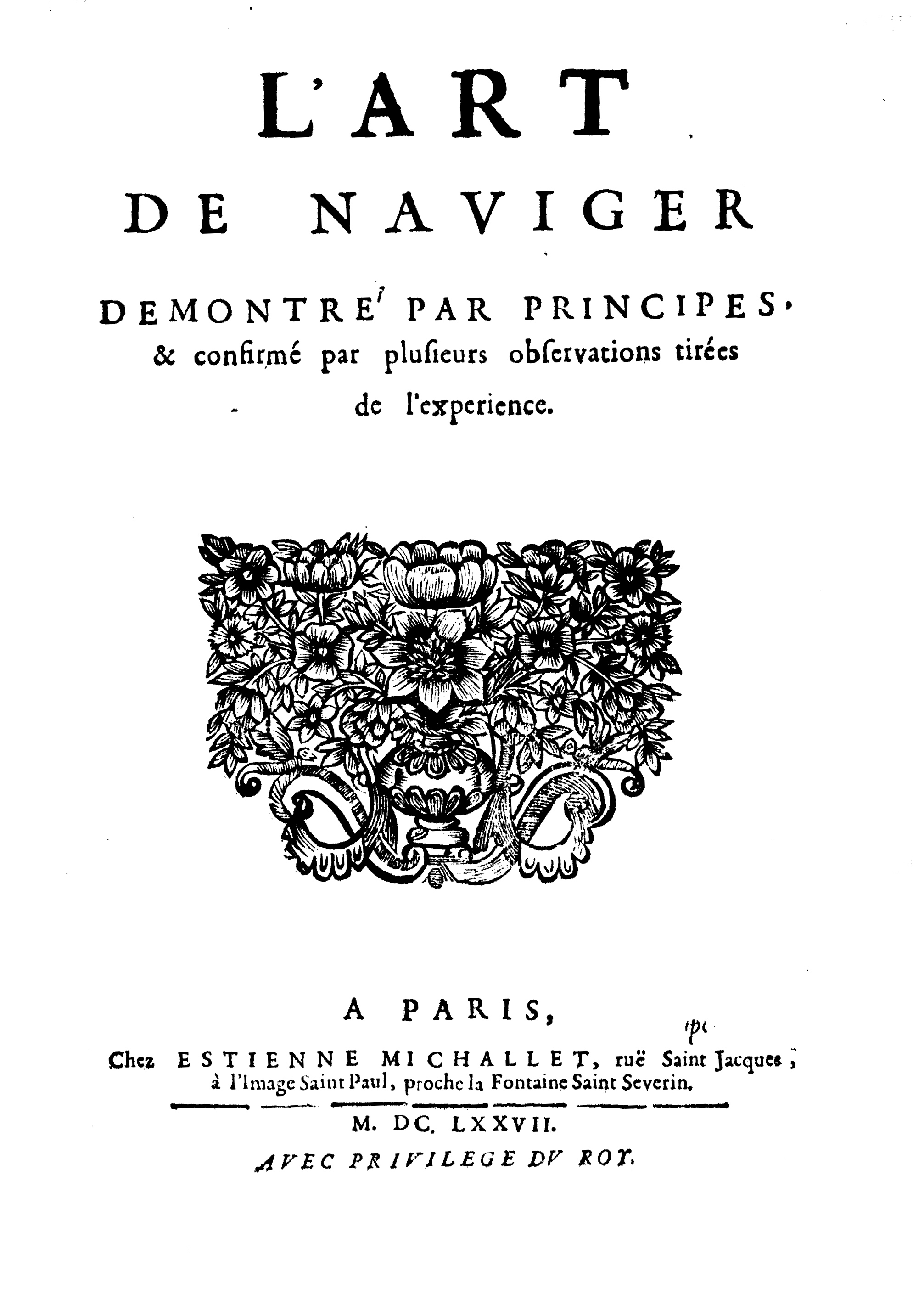
Art de naviguer, 1677

## Obra
Milliet és recordat, sobretot, pel seu llibre Cursus seu mundus mathematicus (Lyon, 1674), un tractat complet de matemàtiques que va ser reeditat i traduït al francès, a l'anglès i a l'italià. Era un extens tractat en tres grossos volums que incloïa moltes aplicacions pràctiques de les matemàtiques, com mecànica, estàtica, òptica, geografia, arquitectura, música, navegació, hidroestàtica... Aquest tractat va ser l'inspirador del tractat de matemàtiques del matemàtic valencià Vicent Tosca. De totes maneres i malgrat el seu elevat sentit didàctic, era un llibre a l'antiga usança, que no recollia els treballs més recents de Descartes, Wallis o Fermat. En una nova edició que es va publicar el 1690, s´hi va afegir una introducció històrica, escrita pel propi Dechalles, entre 1673 i 1678, que proporciona una comprensió ben definida de l'estatus i la natura de les matemàtiques, enfocada, sobre tot , en el passat més recent.
Fruit de les seves classes a Marsella són els llibres tècnics:
1. L'art de fortifier, de défendre et d'attaquer les places, suivant les méthodes françoises, hollandoises, italiennes & espagnoles (Paris, 1677)
2. L'art de naviger demontré par principes & confirmé par plusieurs observations tirées de l'expérience (Paris, 1677)
3. Les principes généraux de la géographie (Paris, 1677).

També va fer una traducció al francès dels vuit primers llibres dels Elements d'Euclides (1660-1672) que va ser força popular a França.